# Eora
Eora je pleme Aboridžina naseljeno na sjevernim obalama Port Jacksona, odnosno Hawkesbury rivera na jug do Botany Baya, uključujući i St. george River, u australskoj državi Novi Južni Wales. Eore su ribarski narod koji je živio od mora i služio se kanuima. Ime Eora znači 'people' ili 'men', a speluje se i kao Ea-ora ili Yo-ra. Podijeljeni su na više hordi od kojih svaka ima vlastito ime. To su uz ostale prema (Tindaleu): Kameraigal, Gweagal (horda na južnoj strani Botany Baya), Wanuwangul (kod Long Nose Point, Balmain i Parramatta), Kadigal (na južnoj strani Port Jacksona. Područje što su ga nastavali Eora prostiralo se na 1,800 četvornih kilometara. 

## Horde
J L Kohen i Ronald Lampert navode sljedeće bande i (lokacija): Bediagal (sjeverno od George's River), Bidjigal (Castle Hill), Birrabirragal (Sydney Harbour), Boo-bain-ora (Wentworthville), Boorooberongal (Richmond), Borogegal-Yuruey (Bradleys Head), Burramattagal (Parramatta), Cabrogal (Cabramatta), Cadigal (današnji Sydney), Cannemegal (Prospect), Cattai (Windsor), Gomerigal-tongara (South Creek?), Kameygal (Botany Bay), Kurrajong (Kurrajong), Mulgoa (Penrith), Muringong (Camden), Muru-ora-dial (Maroubra), Toogagal (Toongabbie), Wallumattagal (Ryde), Wangal (Concord). Hordu Gweagal iz Kurnella koju spominje Tindale oni smatraju da govore Dharawal-dijalektom.

## Vanjske poveznice
- Aboriginal People and Place  Arhivirana inačica izvorne stranice od 22. siječnja 2013. (Wayback Machine)